# Hideo Nomo
Hideo Nomo (野茂 英雄, Nomo Hideo, né le 31 août 1968 à Ōsaka, Japon) est un ancien joueur japonais de baseball qui a joué notamment avec les Ōsaka Kintetsu Buffaloes dans le Championnat du Japon de baseball et avec les Dodgers de Los Angeles en Ligue majeure de baseball où il a été élu Recrue de l'année en 1995. Pendant ses 15 saisons en Ligue majeure, il a mené deux fois le classement des retraits sur prises (1995 et 2001) et a lancé deux matchs sans point ni coup sûr.

## Biographie

### Carrière au Japon
Diplôme du lycée Seijyo Kogyo en 1986, Hideo Nomo participe aux Jeux olympiques d'été de 1988 à Séoul. Il termine deuxième du tournoi de baseball avec l'équipe du Japon de baseball, sans pour autant décrocher une médaille officielle, le baseball étant sport de démonstration. En 1989, il est sélectionné par les Kintetsu Buffaloes au premier tour de la draft de la NPB et commence sa carrière professionnelle lors de la saison 1990. Il finit sa première saison avec un bilan de 18 victoires pour 8 défaites et 287 retraits sur prises en 235 manches lancées. Le nombre de retraits élevé s'explique en partie par sa motion de lancer peu courante sur le monticule : il tourne le dos au frappeur, lève sa jambe de pivot et s'immobilise pendant une seconde avant le lancer. Sa motion lui a valu le surnom de Tornado (tornade), plus de 200 retraits sur prises et au moins 17 victoires lors de ses quatre premières saisons. En 1994, sa saison est raccourcie par une blessure à l'épaule et il n'est crédité que de 8 victoires pour 7 défaites.

### Départ vers les États-Unis
Sélectionné cinq fois de suite dans l'équipe des étoiles de la Ligue pacifique, Nomo était devenu l'un des joueurs les plus populaires au Japon, mais après la saison 1994, un différend l'oppose à l'équipe dirigeante des Buffaloes sur les termes de son futur contrat. Les Buffaloes lui refusent un contrat sur plusieurs années et le droit de prendre un agent. Au lieu de négocier, Nomo et son agent, Don Nomura, exploitent une faille dans l'accord passé entre la NPB et la MLB : un joueur qui prend sa retraite est libre de jouer où il le désire. Il prend la direction des États-Unis où il signe un contrat d'agent libre avec les Dodgers de Los Angeles le 13 février 1995.
Il fait ses débuts professionnels en ligues mineures avec les Bakersfield Blaze le 27 avril 1995 face aux Rancho Cucamonga Quakes. Avec une limitation à 90 lancers et avec principalement des balles rapides, Nomo lance 5 1⁄3 manches et se voit crédité de la défaite. Le début de la saison 1995 étant repoussé à la fin avril (conséquence de la grève des joueurs en 1994), il reste un mois en ligues mineures pour parfaire sa condition.

### Carrière en Ligue majeure

#### Le succès avec les Dodgers (1995-1997)
Il fait ses débuts pour les Dodgers le 2 mai contre les Giants de San Francisco, devenant le premier joueur japonais à évoluer en Ligue majeure depuis Masanori Murakami en 1965 avec les Giants. Il retire 7 frappeurs sur prises et n'accorde qu'un seul coup sûr en 5 manches, mais n'enregistre aucune décision. Lors de ses quatre départs suivants, il ne décroche ni victoire ni défaite. Il finit le mois de mai sans victoire et une défaite, 49 retraits sur prises en 33 manches. Au mois de juin, il aligne 6 victoires en 6 départs avec notamment un match avec 16 retraits sur prises le 14 juin face aux Pirates de Pittsburgh et deux blanchissages consécutifs (24 et 29 juin). Avec une moyenne de 0,89 point mérités sur le mois, il est nommé Joueur du mois en Ligue nationale et décroche sa sélection pour le All-Star Game, une première pour un joueur japonais. Il est nommé lanceur partant de l'équipe de Ligue nationale, la première fois qu'une recrue commence un match des étoiles sur le monticule depuis Fernando Valenzuela en 1981. Il retire trois frappeurs sur prises et accorde un seul coup sûr en deux manches lancées. Le 5 août, il est proche de lancer un match parfait face aux Giants de San Francisco, mais concède un coup sûr en 8e manche. Le 30 septembre, les Dodgers décrochent le titre de la Division ouest de la Ligue nationale avec la 13e victoire de Nomo face aux Padres de San Diego. En séries éliminatoires, il commence le match 3 de la Série de Division contre les Reds de Cincinnati, mais doit concéder la défaite qui élimine les Dodgers. Il termine la saison avec 236 retraits sur prises et 3 blanchissages (meilleurs totaux en Ligue nationale). Il est élu Recrue de l'année de la Ligue nationale avec seulement 14 points d'avance sur Chipper Jones des Braves d'Atlanta. Nomo est le quinzième Dodgers qui reçoit ce trophée et le quatrième consécutif après Eric Karros (1992), Mike Piazza (1993) et Raúl Mondesí (1994).
En 1996, il réussit un blanchissage pour le premier match de la saison au Dodger Stadium le 8 avril lors d'une victoire 1 à 0 contre les Braves d'Atlanta. Quatre jours plus tard, il retire 17 frappeurs sur prises (meilleur total en carrière) lors d'une victoire contre les Marlins de la Floride en 9 manches. Nomo est seulement le 25e lanceur en ligues majeures à retirer au moins 17 frappeurs en une rencontre. Le 17 septembre, il réussit un exploit inégalé en lançant un match sans point ni coup sûr au Coors Field, le stade de Ligue majeure le plus favorable aux frappeurs en raison de l'altitude (Denver est à 1 600 m d'altitude) et du climat sec du Colorado. Avec un bilan de 3 victoires pour une défaite et une moyenne de 2,03 points mérités, il est nommé Joueur du mois en Ligue nationale. Sur la saison, Nomo présente un bilan de 16 victoires pour 11 défaites en 33 départs, une moyenne de 3,19 points mérités et 234 retraits sur prises en 228 1⁄3 manches. Il termine quatrième lors du vote pour le Trophée Cy Young derrière John Smoltz (Atlanta), Kevin Brown (Floride) et Andy Benes (Saint-Louis). En séries éliminatoires, comme la saison précédente, les Dodgers sont balayés en Série de Division, cette fois face aux Braves d'Atlanta. Nomo commence le troisième match, mais doit sortir après 3 2⁄3 manches, 5 coups sûrs et 5 points mérités et une deuxième défaite en séries éliminatoires en autant de départs.

Hideo Nomo lançant pour les Dodgers en 2003.

Lors de la saison 1997, les frappeurs commencent à s'habituer à sa motion de lancer et l'efficacité de Nomo diminue. Il finit quand même la saison avec 14 victoires pour 12 défaites en 33 départs et retire 233 frappeurs sur prises. En retirant au moins 200 frappeurs sur prises au cours de ses trois premières saisons, il égale la performance de Dwight Gooden avec les Mets de New York (1984-1986). Le 25 avril, il retire son 500e frappeur sur prises, devenant le lanceur à atteindre ce palier le plus rapidement (444 2⁄3 manches), effaçant Dwight Gooden (445 1⁄3 manches). Le 7 octobre, il subit une opération chirurgicale pour retirer des calcifications dans son coude droit.

#### L'instabilité (1998-2000)
En 1999, Nomo devient le sixième lanceur depuis l'année 1900 à atteindre les 1000 retraits sur des prises en carrière à sa cinquième saison seulement, un exploit réalisé avant lui par Grover Alexander Cleveland, Tom Seaver, Bert Blyleven, Mark Langston et Dwight Gooden.

## Statistiques de joueur

### Championnat du Japon de baseball
| Statistiques de lanceur |           |           |     |    |    |    |    |        |      |      |
| Saison                  | Équipe    | Ligue     | G   | GS | W  | L  | SV | IP     | SO   | ERA  |
| 1990                    | KIN       | NPB       | 29  | 6  | 18 | 8  | 0  | 235.0  | 287  | 2,91 |
| 1991                    | KIN       | NPB       | 31  | 7  | 17 | 11 | 1  | 242.1  | 287  | 3,05 |
| 1992                    | KIN       | NPB       | 30  | 12 | 18 | 8  | 0  | 216.2  | 228  | 2,66 |
| 1993                    | KIN       | NPB       | 32  | 18 | 17 | 12 | 0  | 243.1  | 276  | 3,70 |
| 1994                    | KIN       | NPB       | 17  | 11 | 8  | 7  | 0  | 114.0  | 126  | 3,63 |
| Totaux                  | 5 saisons | 5 saisons | 139 | 54 | 78 | 46 | 1  | 1051.1 | 1204 | 3,15 |

### Ligue majeure de baseball
| Statistiques de lanceur |            |            |     |     |     |     |    |        |      |       |
| Saison                  | Équipe     | Ligue      | G   | GS  | W   | L   | SV | IP     | SO   | ERA   |
| 1995                    | LAD        | MLB        | 28  | 28  | 13  | 6   | 0  | 191.1  | 236  | 2,54  |
| 1996                    | LAD        | MLB        | 33  | 33  | 16  | 11  | 0  | 228.1  | 234  | 3,19  |
| 1997                    | LAD        | MLB        | 33  | 33  | 14  | 12  | 0  | 207.1  | 233  | 4,25  |
| 1998                    | LAD        | MLB        | 12  | 12  | 2   | 7   | 0  | 67.2   | 73   | 5,05  |
| 1998                    | NYM        | MLB        | 17  | 16  | 4   | 5   | 0  | 89.2   | 94   | 4,82  |
| 1999                    | MIL        | MLB        | 28  | 28  | 12  | 8   | 0  | 176.1  | 161  | 4,54  |
| 2000                    | DET        | MLB        | 32  | 31  | 8   | 12  | 0  | 190.0  | 181  | 4,74  |
| 2001                    | BOS        | MLB        | 33  | 33  | 13  | 10  | 0  | 198.0  | 220  | 4,50  |
| 2002                    | LAD        | MLB        | 34  | 34  | 16  | 6   | 0  | 220.1  | 193  | 3,39  |
| 2003                    | LAD        | MLB        | 33  | 33  | 16  | 13  | 0  | 218.1  | 177  | 3,09  |
| 2004                    | LAD        | MLB        | 18  | 18  | 4   | 11  | 0  | 84.0   | 54   | 8,25  |
| 2005                    | TBD        | MLB        | 19  | 19  | 5   | 8   | 0  | 100.2  | 59   | 7,24  |
| 2008                    | KCR        | MLB        | 3   | 0   | 0   | 0   | 0  | 4.1    | 3    | 18,69 |
| Totaux                  | 12 saisons | 12 saisons | 323 | 318 | 123 | 109 | 0  | 1976.1 | 1918 | 4,24  |